# Lindnerina
Lindnerina is een ondergeslacht van het geslacht van insecten Tipula binnen de familie langpootmuggen (Tipulidae).

## Soorten
Deze lijst van 9 stuks is mogelijk niet compleet.
- T. (Lindnerina) bistilata (Lundstrom, 1907)
- T. (Lindnerina) dershavini (Alexander, 1934)
- T. (Lindnerina) illinoiensis (Alexander, 1915)
- T. (Lindnerina) neptun (Dietz, 1921)
- T. (Lindnerina) senega (Alexander, 1915)
- T. (Lindnerina) serta (Loew, 1863)
- T. (Lindnerina) shieldsi (Alexander, 1965)
- T. (Lindnerina) subexcisa (Lundstrom, 1907)
- T. (Lindnerina) subserta (Alexander, 1928)